# والتر برودي
والتر برودي (بالإنجليزية: Walter Brodie)‏ هو سياسي نيوزلندي، ولد في 1811، وتوفي في 1884. انتخب عضو مجلس النواب النيوزيلندي.